# Рябокляч Іван Панасович
Іва́н Пана́сович Рябокля́ч (* 8 листопада 1914, село Півці нині Кагарлицького району Київської області — 1999) — український радянський журналіст і письменник. Лауреат Сталінської премії третього ступеня (1949, за повість «Золототисячник»).

## Біографія
Походить з родини селянина-бідняка. Навчався у Ржищівському педагогічному технікумі. З 1933 року працював у редакціях донецьких газет.
Учасник Другої світової війни.

## Творчість
Повість
- «Золототисячник» (1948) — повість про відбудову післявоєнного села.[4]

Збірники оповідань
- «Жайворонки» (1957)
- «Чайка» (1960)
- «Антонів Гай» (1967)
- «На білому коні» (1983)

П'єси
- «На передньому краї» (1961)
- «Ігорьок» (1962)
- «Жива вода»
- «Перша…» (1969) — про Івана Котляревського[4]
- «Марія Заньковецька» (1971)
- «Бранне поле» (1974).

Драматичні твори
- «Шляхи та стежинки» (1958).

Перекладав із російської на українську.